# Radiant
Radiant è un software di content management per siti Web scritto nel linguaggio Ruby da John W. Long come web application per Ruby on Rails.
Radiant è limitato alle funzioni base di un tipico CMS così da lasciare molto più spazio per le estensioni ed è indirizzato a piccoli gruppi di utenti. Tutti i contenuti sono archiviati all'interno di un database. È possibile utilizzare MySQL, PostgreSQL o SQLite.